# Футбольний трансфер
Футбольний трансфер — перехід гравця з одного футбольного клубу до іншого згідно з умовами, обумовленими у контракті (договорі) між цими клубами.
При цьому футболіст підписує свій контракт, у якому вказаний строк, а також зарплата, преміальні, бонуси, права та обов'язки сторін.
Клуб, якому належать права на футболіста, має право на отримання компенсації (зазвичай — грошової) за футболіста. Вартість гравця узгоджують представники клубів-учасників угоди. Окрім грошей інколи за гравця віддають ще одного футболіста як частину плати. Після завершення контракту футболіст має право перейти до іншого клубу без оплати трасферу останнім попередньому клубу.
Дитячо-юнацькі школи, які виховали футболіста, мають право на компенсацію від першого професіонального клубу, з яким підписав угоду їхній вихованець. Наприклад, в Україні відповідно до статей 20 і 21 Регламенту Федерації футболу України, перший професіональний клуб у кар'єрі гравця повинен сплатити грошову компенсацію школам або аматорським клубам, які виховували футболіста від 12-річного до 23-річного віку. Сума компенсації залежить від віку футболіста, тривалості терміну його підготовки та рангу професіонального клубу (клуб прем'єр-ліги сплачує найбільші базові суми, клуб другої ліги — найменші).
Футбольні трансфери відіграють важливу роль у керуванні бюджетом клубу, формуванні складу, а також корисні для популяризації та реклами клубу (у випадку придбання «футболістів-зірок»). У випадку вдалої трансферної політики рівень гри та популярності клубу підвищуватиметься, у випадку невдалої — знижуватиметься. Особливо неоднозначно вболівальники ставляться до переходів футболістів до стану принципових суперників (див. дербі).

## Найдорожчі трансфери в історії
| №  | Гравець              | Звідки            | Куди              | Вартість (£ млн) | Вартість (€ млн) | Рік  |
| -- | -------------------- | ----------------- | ----------------- | ---------------- | ---------------- | ---- |
| 1  | Кріштіану Роналду    | Манчестер Юнайтед | Реал Мадрид       | 80.0             | 93.9             | 2009 |
| 2  | Златан Ібрагімович   | Інтер             | Барселона         | 70.5             | 80.1             | 2009 |
| 3  | Кака                 | Мілан             | Реал Мадрид       | 56.1             | 65.0             | 2009 |
| 4  | Зінедін Зідан        | Ювентус           | Реал Мадрид       | 46.0             | 76.0             | 2001 |
| 5  | Луїш Фіґу            | Барселона         | Реал Мадрид       | 37.0             | 58.5             | 2000 |
| 6  | Ернан Креспо         | Парма             | Лаціо             | 35.5             | 53.6             | 2000 |
| 7  | Джанлуїджі Буффон    | Парма             | Ювентус           | 32.6             | 49.2             | 2001 |
| 8  | Робінью              | Реал Мадрид       | Манчестер Сіті    | 32.5             | 49.0             | 2008 |
| 9  | Крістіан Вієрі       | Лаціо             | Інтер             | 32.0             | 48.3             | 1999 |
| 10 | Андрій Шевченко      | Мілан             | Челсі             | 30.8             | 46.5             | 2006 |
| 11 | Дімітр Бербатов      | Тоттенхем         | Манчестер Юнайтед | 30.75            | 46.4             | 2008 |
| 12 | Павел Недвед         | Лаціо             | Ювентус           | 30.6             | 46.2             | 2001 |
| 13 | Карім Бензема        | Ліон              | Реал Мадрид       | 30.0             | 45.0             | 2009 |
| 14 | Хабі Алонсо          | Ліверпуль         | Реал Мадрид       | 30.0             | 44.8             | 2009 |
| 15 | Ріо Фердинанд        | Лідс Юнайтед      | Манчестер Юнайтед | 29.1             | 43.9             | 2002 |
| 16 | Гаїска Мендьєта      | Валенсія          | Лаціо             | 29.0             | 43.8             | 2001 |
| 17 | Роналдо              | Інтер             | Реал Мадрид       | 28.49            | 43.0             | 2002 |
| 18 | Хуан Себастьян Верон | Лаціо             | Манчестер Юнайтед | 28.1             | 42.4             | 2001 |
| 19 | Вейн Руні            | Евертон           | Манчестер Юнайтед | 27.0             | 40.8             | 2004 |